# Étienne Thouzellier
Pour les articles homonymes, voir Thouzellier.
Étienne Thouzellier (Metz, 26 septembre 1869 - Paris 16e, 16 septembre 1946) est un militaire et industriel français, colonel chef d'état-major, officier d'ordonnance du maréchal Joffre, directeur général des éditions Gauthier-Villars, président de la Société de construction des Batignolles de 1926 à 1928, vice-président de la Compagnie des mines de Carvin, membre du comité de direction du groupement des houillères du Nord et du Pas-de-Calais et de l'Union des mines, administrateur des Batignolles-Châtillon, des Mines de Sarre et Moselle, de la Société « Le Rhin », des Souffres américains, délégué du Comité centrale des Houillères de France.

## Distinctions
Il est nommé officier de la Légion d'honneur.

## Sources
- Anne Burnel, La Société de construction des Batignolles de 1914-1939 : histoire d'un déclin, Genève, Librairie Droz, coll. « Mémoires et documents de l'Ecole des chartes » (no 41), 1995, 362 p. (ISBN 978-2-600-00094-9, OCLC 33950103, lire en ligne)
- Roger Mennevée, "Monsieur Ivar Kreuger et le Trust suédois des allumettes", 1932
- "Entreprises et histoire, Numéros 11 à 13", 1996
- Marc Lagana, Le Parti colonial français : éléments d'histoire, Sillery, Québec, Presses de l'Université du Québec, 1990, 200 p. (ISBN 978-2-7605-2304-3, OCLC 930789164, lire en ligne)
- Henri-Jean Martin (dir.), Roger Chartier (dir.) et Jean-Pierre Vivet (dir.), Histoire de l'édition française, t. 4 : Le livre concurrencé, 1900-1950, Paris, Promodis, 1983, 610 p. (ISBN 978-2-903181-54-3)